# Lalande-de-Pomerol (Weinbaugebiet)

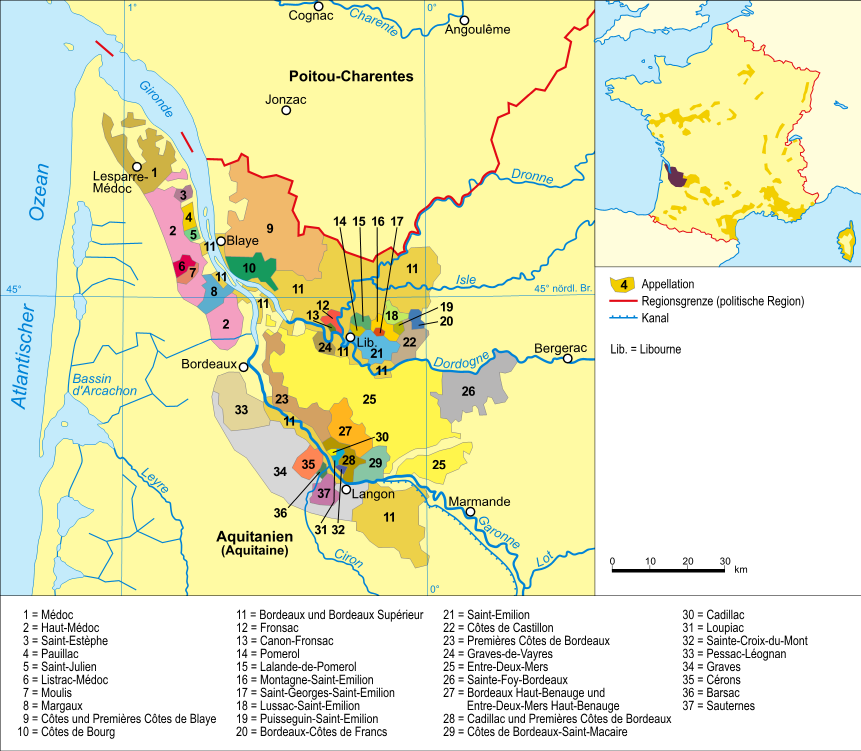
Karte – Weinbaugebiet Bordeaux

Das Weinbaugebiet Lalande-de-Pomerol liegt unmittelbar nördlich von der Appellation Pomerol (nur durch den Wasserlauf der Barbanne voneinander getrennt) und westlich von Saint-Émilion in der Weinbauregion Bordeaux und ist nach der Gemeinde Lalande-de-Pomerol benannt. Das alte Weinbaugebiet mit rund 1.130 Hektar Rebfläche wurde von den Johannitern ausgebaut. Lange Zeit war die Region eine beliebte Durchgangsstation der Pilger auf dem Jakobsweg nach Santiago de Compostela.
Die Weinberge teilen sich auf die zwei Gemeinden Lalande-de-Pomerol mit niedrig gelegenen Kies- und Sand-Terrassen und das auf einem kiesigen Plateau ca. 20 m höher gelegene Néac (40 %) auf. Seit dem 8. Dezember 1936 verfügt das Gebiet über den Status einer Appellation d’Origine Contrôlée (kurz AOC). Zugelassen ist ausschließlich die Herstellung von Rotwein.
Der Rotwein wird hauptsächlich aus Merlot und Cabernet Franc, sowie Anteilen von Cabernet Sauvignon und Malbec (hier auch Pressac genannt) gekeltert. Die Erntebeschränkung liegt bei 42 Hektoliter/Hektar. Die Pflanzdichte in den Rebfeldern muss 5.500 Rebstöcke/Hektar übersteigen.